# Svensk mesterskab i ishockey 1926
Det svenske mesterskab i ishockey 1926 var det femte svenske mesterskab i ishockey for mandlige klubhold. Mesterskabet havde deltagelse af otte klubber og blev afviklet i perioden 5. - 14. februar 1926.
Mesterskabet blev vundet af Djurgårdens IF, som dermed vandt mesterskabet for første gang på trods af at holdet i samme sæson sluttede som nr. 8 og sidst i ligaen. I SM-finalen vandt holdet med 7-1 over Västerås SK, som dermed tabte i finalen for anden sæson i træk. Folke Andersson scorede fem af sejrherrernes syv mål, mens VSK's trøstmål blev sat ind af "Lolle" Jonsson. Finalen blev spillet på Stockholms Stadion, og vinderne fik efter kampen overrakt Le Mat-pokalen, som dermed blev uddelt for første gang.
For første gang i mesterskabets historie blev der endvidere afviklet en kamp om tredjepladsen mellem de to tabende semifinalister, hvor de forsvarende mestre fra Södertälje SK besejrede Nacka SK med 8-1.

## Resultater

### Første runde
| Dato     | Kamp                | Res. |
| -------- | ------------------- | ---- |
| 5. febr. | Södertälje SK - AIK | 7–2  |

### Anden runde
| Dato                     | Kamp                        | Res. |
| ------------------------ | --------------------------- | ---- |
| 8. febr.                 | Södertälje SK - Hammarby IF | 4–3  |
| Nacka SK - IFK Stockholm | 3–1                         |      |
| Djurgårdens IF - IK Göta | 5–4                         |      |

### Semifinaler
| Dato      | Kamp                           | Res. |
| --------- | ------------------------------ | ---- |
| 10. febr. | Västerås SK - Nacka SK         | 3–1  |
| 10. febr. | Djurgårdens IF - Södertälje SK | 4–3  |

### Finale
| Dato      | Kamp                         | Res. | Perioder      | Tilsk. |
| --------- | ---------------------------- | ---- | ------------- | ------ |
| 12. febr. | Djurgårdens IF - Västerås SK | 7–1  | 3-0, 2-1, 2-0 | [ 1 ]  |

### Kamp om tredjepladsen
| Dato      | Kamp                     | Res. |
| --------- | ------------------------ | ---- |
| 14. febr. | Södertälje SK - Nacka SK | 8–1  |

## Mesterholdet
Djurgårdens IF's mesterhold bestod af følgende spillere, der alle vandt mesterskabet for første gang:
- Ruben Allinger
- Folke Andersson
- Sune Andersson (reserve)
- Wilhelm Arwe
- Nils Johansson
- Ernst Karlberg
- Erik Lindgren
- Walter Söderman